# Conclaaf van 1503 (september)
Het conclaaf van september 1503 vond plaats van 16 tot 22 september 1503 in het Apostolisch Paleis te Rome, en volgde op de dood van paus Alexander VI op 18 augustus 1503. Het conclaaf leidde tot de verkiezing van Francesco Todeschini Piccolomini als paus Pius III.

## Achtergrond
Het conclaaf vond plaats te midden van de Italiaanse Oorlogen, waarbij drie legers (Lodewijk XII van Frankrijk, Ferdinand II van Aragon en Cesare Borgia) Rome omsingelden. Cesare Borgia, de zoon van paus Alexander VI en voormalig kardinaal, had aanzienlijke invloed binnen de stad, maar zijn plotselinge ziekte verzwakte zijn positie. Aanvankelijk overwoog het College van Kardinalen om het conclaaf te houden in de Engelenburcht vanwege de dreiging van gewapende inmenging, maar uiteindelijk werd besloten het conclaaf te houden in een kapel van het Apostolisch Paleis, ontworpen door Niccolò dell'Arca.

## Deelnemende kardinalen
Er namen 39 kardinalen deel aan het conclaaf, destijds het grootste aantal in de geschiedenis van pausverkiezingen. De samenstelling was als volgt:
- 21 Italiaanse kardinalen
- 11 Spaanse kardinalen
- 7 Franse kardinalen

De belangrijkste kandidaten (papabili) waren:
- Georges d'Amboise, de favoriet van Lodewijk XII van Frankrijk
- Giuliano della Rovere, de latere paus Julius II
- Francesco Piccolomini, de uiteindelijke gekozen paus Pius III

## Verloop en nasleep
Het conclaaf begon met het opstellen van een capitulatie, waarin onder andere werd bepaald dat de toekomstige paus jaarlijks 2400 dukaten zou betalen aan kardinalen met een inkomen onder de 6000 dukaten. Op de eerste stemronde kreeg della Rovere 15 stemmen, d'Amboise 13 en Piccolomini slechts 4. D'Amboise, die had gehoopt op bredere steun, besefte dat zijn kansen gering waren en besloot zijn steun te verlenen aan Piccolomini. In de tweede stemronde werd Piccolomini met de vereiste meerderheid gekozen tot paus Pius III.
Paus Pius III was al op leeftijd (64 jaar) en in slechte gezondheid op het moment van zijn verkiezing. Hij werd op 1 oktober 1503 ingewijd, maar overleed slechts 26 dagen later, op 18 oktober 1503. Zijn korte pontificaat leidde tot een nieuw conclaaf in oktober 1503, waarin Giuliano della Rovere werd gekozen tot paus Julius II.